# Kata (Kose)
Kata – wieś w Estonii, w prowincji Harju, w gminie Kose.